# Prosna
Prosna je řeka v Polsku, která je levostranným přítokem Warty z povodí veletoku Odra. Je dlouhá 216,8 km, její povodí zaujímá plochu 4925 km², na svém toku překonává převýšení asi 190 metrů. Pramení nedaleko vesnice Wolęcin (Opolské vojvodství) a vlévá se do Warty u Pyzder (Velkopolské vojvodství). Největšími městy ležícími na řece jsou Wieruszów a Kališ. Část toku je upravena jako trať pro vodáky. Řeka tvořila západní hranici Polska v době první republiky i druhé republiky, byla o ní složena populární píseň Nad Prosną.

## Nejvýznamnější přítoky řeky
- Brzeźnica
- Łużyca
- Niesób
- Ołobok
- Ożarka
- Piaska
- Struga Kraszewicka
- Swędrnia
- Trojanówka
- Wyderka